# Sgùrr Dearg
A Sgùrr Dearg (kiejtése: IPA: [s̪kuːᵲ tʲɛɾɛk]) a skóciai Skye szigetén található második legmagasabb csúcs. A tetején lévő sziklakiszögellés neve Inaccessible Pinnacle ("hozzáférhetetlen csúcs"), amely a hegy legmagasabb pontja, és az egyetlen munro, amelynek teljesítéséhez hegymászói tapasztalat szükséges.

## Általános információk
Nevének jelentése "vörös hegy". Magára a Sgùrr Dearg-re vezető útvonal nem a legnehezebb a szigeten, de a közismerten In Pinnként emlegetett kiszögellést kötéllel lehet csak megmászni. A csúcs első meghódítói 1873-ban Alexander Nicolson és Angus Macrae pásztor voltak, akik a szomszédos Sgùrr Alasdair-re tartottak, és közben átkeltek a szóban forgó csúcson, de az In Pinnre nem másztak fel. Nicolson úgy vélte, hogy a szikla tetejéről való kilátás nem nyújt nagyobb élményt, mint a fennsíkról való.
Van egy csúcs, amely valóban hozzáférhetetlen, és ez a Scur Dearg teteje. Egy kőoszlop található rajta, amely kb. 50 lábbal van a gerinc többi része felett, és majdnem függőleges. Kötelekkel és csáklyákkal meg lehetne mászni, de az eredmény nem érné meg a fáradságot [...].
1880-ban aztán Lawrence és Charles Pilkington sikeresen megmászták a kiszögellést is.

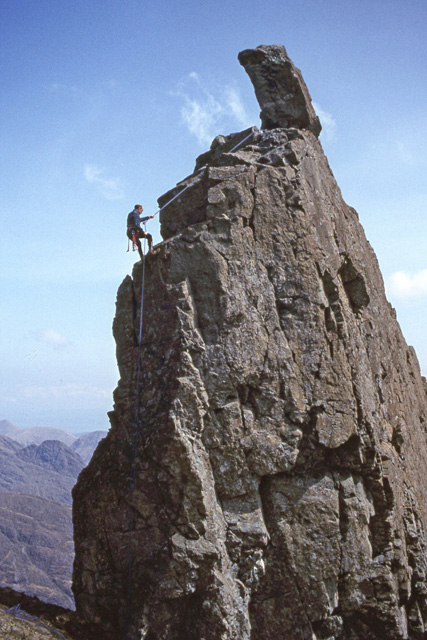
Az Inn Pinn nyugati oldalán leereszkedő hegymászó.

A hegy elnevezése egyébként sokáig bizonytalan volt. Azon túl, hogy a 19. században aggatták rá a kicsit erőltetett Inaccessible Pinnacle elnevezést, Sir Hugh Munro, aki a háromezer láb feletti skót hegyek listáját összeállította, és akiről később ezeket a hegyeket munróknak hívjuk, az In Pinn csúcsát a Sgùrr Dearg mellékhegyeként említette, pedig feltünteti, hogy valójában magasabb. Sokáig az egész hegyet An Stac névvel illették, amelyet ma már csak az alacsonyabb délkeleti hegyre alkalmaznak. A csúcs sok érdeklődést váltott ki a hegymászók részéről, egy időben ezt tartották a legmagasabb hegynek a szigeten, és az In Pinn teteje valóban csak hat méterrel marad el a Sgùrr Alasdair 992 méteres magasságától. A hegyről élénk tudósítást közvetít egy 20. század elején készült hegymászókönyv.
Az "Inaccessible" Pinnacle a Coolin feltűnő tájeleme, és elég furcsának is tűnik a Sgurr Dearg kerek taraján ülve. Több prózai dologhoz hasonlították már, így "fésű közepébe ragadt fog" vagy "vadállat szarva", és távolról nézve ezeknek lehet is némi hitele. Közelebbről nézve azonban a kőtorony egy szép tárgy, és semmi esetre sem hasonlítható háztartási eszközökhöz. Inkább a "legerősebb, amelyik túléli" típusú tárgy, mert ellenállt a viharoknak, fagynak és a napnak hosszú érákon át, és úgy magasodik a környező sziklák fölé, ahogy egy erősebb személyiség a gyengébb vagy irányíthatóbb társai fölé. Egy kemény gabbrótömb, amely egykor egy bazalt- és diabázréteg közé volt ékelve. Ezeket az időjárás elkoptatta, és csak a közepe maradt meg.

## A túra leírása
A túra kiindulópontja a Glen Brittle Memorial Hut közelében lévő parkoló. Keleti irányban kell haladni egy ösvényen, amely hamarosan átkel a banachdichvölgyi-folyón (Allt Coire na Banachdich), ahol az Eas Mor nevű, 24 méter magas vízesés is található. Az emelkedő beér a Banachdich-völgybe (Coire na Banachdich), és elhalad a jobb kézre fekvő Ablaktámasz (Window Buttress) nevű sziklák alatt. A völgy hátsó részét sziklák szegélyezik, amelyeket egy látványos bevágás választ ketté. A völgy hátsó falát elérve jobbra kell tartani. A gerincre itt még nem lehet feljutni, mert a sziklák blokkolják az utat.

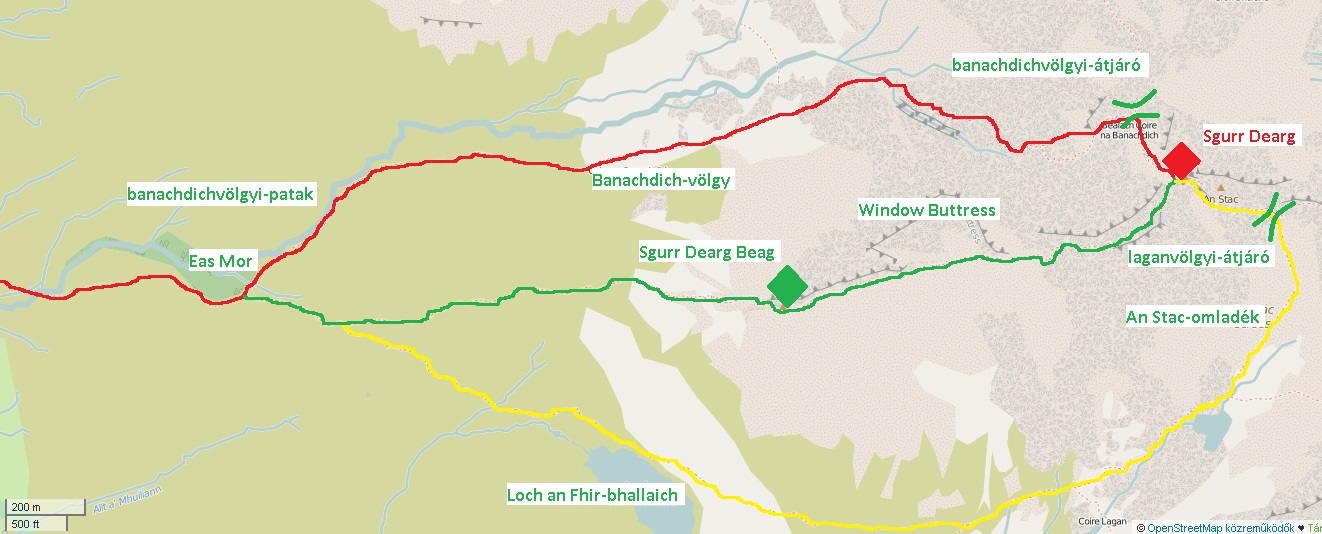
Piros: a felfelé vezető ösvény, zöld és sárga: alternatív útvonalak lefelé.

Erre a banachdichvölgyi-átjáró (Bealach Coire na Banachdich) ad lehetőséget, amely 851 méteres magasságával az egyik legkönnyebb átjáró a Fekete-Cuillin két oldala között, könnyű felismerni sárgás talajáról.
Az átjáróból jobb kéz felé lépcsőszerű köveken kell kimászni, ahonnan már nincs messze a Sgùrr Dearg lapos teteje, amelyen a kiemelkedő In Pinn látványa uralja a képet. Az átjáróhoz közelebb eső nyugati oldal a rövidebb, amely nehéz kategóriájú hegymászást igényel. A távolabbi keleti oldal a hosszabb, ezt mérsékelt kategóriájú mászásnak minősítették.
A leereszkedéshez több út áll rendelkezésre. Az esetek többségében a felfelé vezető út a legkönnyebb lefelé is, de a Sgùrr Dearg esetében az In Pinnen túl, a délkeleti gerincen is le lehet mászni. Ekkor az An Stac csúcsa alatt kell elhaladni, amely a laganvölgyi-átjáróba (Bealach Coire Lagan) vezet, ahol balra fordulva az An Stac-omladék vezet a Lagan-völgybe. Ezt az omladékot használják hagyományosan a Sgùrr Mhic Choinnich megközelítésére. Egy harmadik lehetőség is létezik, amely a nyugati gerincen a Sgùrr Dearg Beag (804 m) felé vezet. Innen a Window Buttress nyugati oldalában kell leereszkedni.